# Storfadertjärnen (Älvdalens socken, Dalarna, 678580-139306)
Storfadertjärnen är en sjö i Älvdalens kommun i Dalarna och ingår i Dalälvens huvudavrinningsområde.